# Epistephium lobulosum
Epistephium lobulosum är en orkidéart som beskrevs av Leslie Andrew Garay. Epistephium lobulosum ingår i släktet Epistephium och familjen orkidéer.
Artens utbredningsområde är Ecuador. Inga underarter finns listade i Catalogue of Life.